# In the Hands of a Brute
Pour plus de détails, voir Fiche technique et Distribution.
In the Hands of a Brute est un film américain sorti en 1914, tourné à Jacksonville, en Floride et réalisé par Sidney Olcott, avec Valentine Grant, Arthur Donaldson et James Vincent.

## Fiche technique
- Réalisation : Sidney Olcott
- Scénario :
- Production : Sidney Olcott Players
- Distribution : Warner's Feature
- Directeur de la photo :
- Décors :
- Longueur : 3 000 pieds
- Date de sortie : 1914

## Distribution
- Valentine Grant : Nell
- Arthur Donaldson :
- James Vincent : Walter Roberts
- Walter Chapin :
- Roy Cheldon :
- Sidney Olcott :

## Anecdotes
Le film a été tourné à Jacksonville, en Floride.